# Talkartoon
Talkartoons ist der Name von 42 mit Musik und Songs unterlegten kurzen Zeichentrickfilmen der Fleischer Studios, die von den Paramount Studios 1929 bis 1932 gezeigt wurden.

## Hintergrund
Fleischer Studios hatten schon zuvor animierte Musik-Cartoons gezeigt, unter anderem in ihren Song Car-Tunes, in denen hüpfende Bälle über dem Text dem Publikum das Mitsingen erleichtern sollte (Bouncing Ball), und danach in ihren Screen Songs (einige der frühesten Tonfilme). Die Talkartoons machten eine Reihe Comic-Figuren populär, insbesondere Betty Boop, zuerst 1930 in Dizzy Dishes, ein Cartoon, der in einem Restaurant spielt und in dem Betty Boop selbst noch Hunde-Züge trägt, animiert von Grim Natwick (1890–1990) und Teddy Sears. 1932 wurde die ganze Serie nach ihr benannt. Eine weitere Figur war ihr etwas unbedarfter Hunde-Freund Bimbo (entstanden aus der Figur Fiz in der Out of the Inkwell Reihe der Fleischer Studios) – zuerst in Hot Dog von 1930 (noch ohne Betty Boop, von Lou Fleischer entworfen) – und Koko the Clown (auch aus ihrer alten Out of the Inkwell Reihe). Die Puppe Pudgy kam 1934 in Little Pal.
Betty Boop war nach der Sängerin Helen Kane modelliert und ihre Stimme stammte häufig von Mae Questel. In einem der Betty Boop Filme ist sie mit Cab Calloway (Minnie the Moocher, 1932) gekoppelt (als Cartoonfigur eines Geister-Walrosses und im Vorspann real). In Boop-Oop-A-Doop (1932) singt sie als Seiltänzerin im Zirkus ihren Theme-Song Sweet Betty mit dem Refrain aus dem Titel des Talkartoon. In den Cartoons finden sich sexuelle Anspielungen, zum Beispiel in dem eben erwähnten Cartoon (Betty Boop nach vergeblichen Nachstellungen des Zirkusdirektors He couldn’t take my boop-oop-a-doop away). In Bamboo Island (1932, Musik Royal Samoans) vollführt sie einen Hula Tanz und Bimbo’s Initiation von 1931 wird Bimbo den Aufnahmeritualen einer geheimen Bruderschaft unterzogen mit Betty Boop als Verführerin. Die Cartoons waren noch nicht vom Hays Code betroffen, der 1934 in Kraft trat. Auch Popeye (mit seiner Freundin Olive Oyl) trat zuerst in einem Betty Boop Film auf (Popeye the Sailor 1933), in dem Betty Boop wieder einen Hula-Tanz Auftritt hat in einem Vergnügungspark.
Der erste Talkartoon war Noah’s Lark, der im Oktober 1929 herauskam und mit einem Noah, dargestellt als bärbeißiger Kapitän. Noah erlaubt den Tieren sich im Luna Park auf Coney Island zu vergnügen.